# 四川省德阳市第五中学

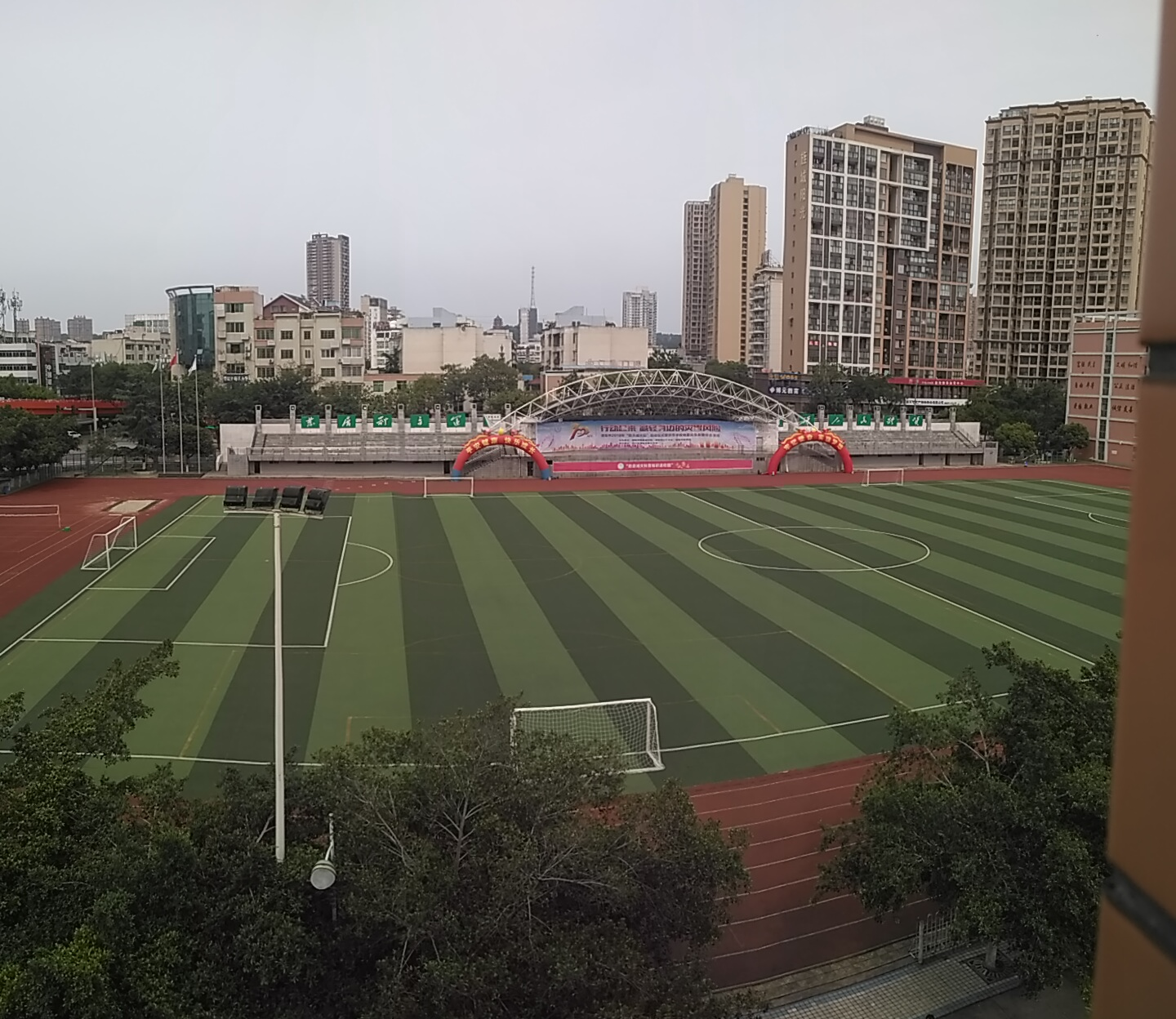
德阳五中旌湖校区操场

四川省德阳市第五中学，简称德阳五中，位于四川省德阳市，是一所普通公办高完中学。学校创办于1988年，当时称“德阳市天山路中学”，2003年改称现名。
学校现已建成一校两区（旌湖校区和天元校区（又称马会五中）），占地315.79亩，建筑面积126382平方米，校园绿化面积47123平方米。现有教学班143个，学生人数7000余人，教职工500余人。

## 领导
| 职位                                   | 姓名   |
| -------------------------------------- | ------ |
| 校长、党委书记                         | 唐永富 |
| 副校长、党委组织委员                   | 范斌凌 |
| 党委副书记、党委委员                   | 张宏远 |
| 工会主席、副校长、党委委员             | 刘华先 |
| 教导主任、党委委员、党支部书记、副校长 | 陈思贵 |
| 党委委员、副校长                       | 杨远金 |

曾任校长：
范辉翰：第一任校长、党支部书记，1988年7月~1995年10月
曾道志：第二任校长、党支部书记，1995年10月~2001年7月
赵昌贵：第三任校长，2001年7月~2004年8月
甯洪：第四任校长，2004年8月~2016年8月

## 校园文化

### 校训和教育理念
德阳五中的校训是“博雅”，教育理念为“博育”。

### 学生誓词
我是德阳五中学生。为报父母老师之恩情，为求国家民族之振兴，我宣誓：信守“博雅”校训，不负五中学子名誉，努力做到志向高远、学识渊博、节操雅正、身心强健，让自己的每一天都有进步，成为在飞速发展的时代里不断前行的创造者。

### 学生仪行格言
面容必洁，衣冠必整，坐立端庄，行步从容，常怡吾色，时柔吾声，处众以谦，持己以正。

### 活动

#### 一会一节
每年秋季，德阳五中会举行一会一节。一会指的是运动会，一节指的是艺术节。

#### 一周三节
每年春季，德阳五中会举行一周三节。一周指的是心理健康教育宣传周，三节分别指读书节、科技节和社团活动节。在这一周，德阳五中会举行校园歌手大赛、社团嘉年华、魔方比赛、专题心理讲座、航模飞行表演等40余项主题活动。同时，这一周也是校园开放周，学生家长可以进入校园与学生一同听课学习。

### 刊物
德阳五中百草园文学社、德阳五中语文组、德阳五中龚如君名师工作室每年会收集并汇总本校学生优秀作文，印制为刊物《百草园》。

### 社团
德阳五中现有多个社团，几乎覆盖学生的所有课余活动。如：校园电视台、摄影社、Ocean社、书法社、科技社等。